# Bantigny

Bantigny este o comună în departamentul Nord, Franța. În 1 ianuarie 2022 avea o populație de 499 de locuitori.